# Turnul Primăriei din Gdańsk

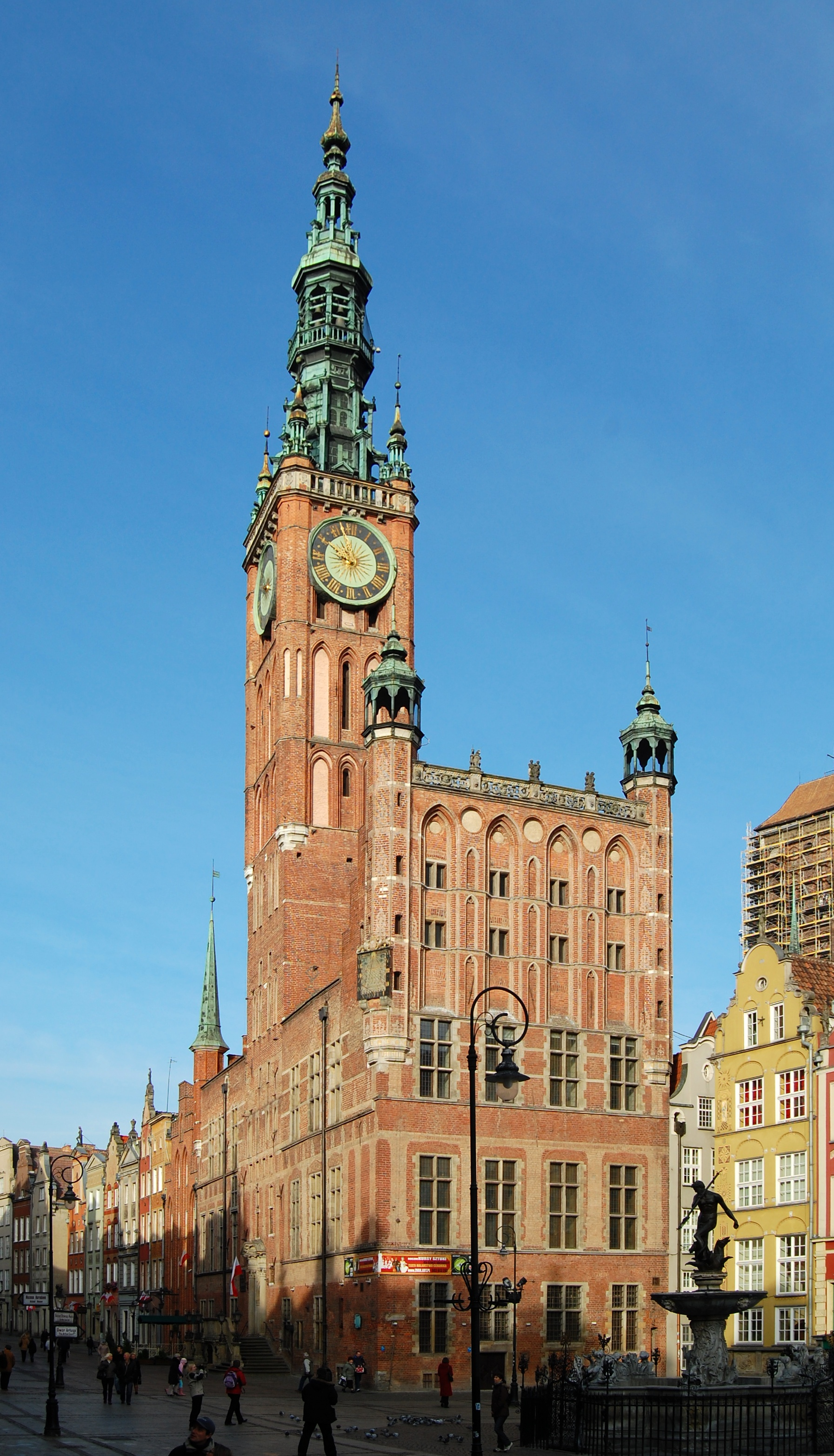
Turnul Primăriei din Gdańsk

Turnul Primăriei din Gdańsk este una dintre cele mai importante clădiri municipale din Gdańsk, sediul consiliului orășenesc și al birourilor. A fost construit de Henryk Ungerdin în 1378-1382 și apoi extins și modernizat în secolele al XV-lea - al XVI-lea, de către Anton van Obberghen. Cupola turnului a fost realizată de Dirk Daniels în 1559-1560. Fleșa are în vîrf o statuie aurită a regelui Sigismund al II-lea August. 